# باشگاه ورزشی الاتحاد اب
باشگاه ورزشی و فرهنگی الاتحاد یک باشگاه فوتبال حرفه‌ای یمنی است که در شهر اب واقع شده است.